# Randy Bartz
Pour les articles homonymes, voir Bartz.
Randy Bartz, né le 7 octobre 1968 à Roseville, est un patineur de vitesse sur piste courte américain.

## Biographie
Randy Bartz remporte la médaille d'argent en relais sur 5 000 m aux Jeux olympiques d'hiver de 1994 à Lillehammer.
Il est diplômé de l'université du Minnesota.